# Veta madre

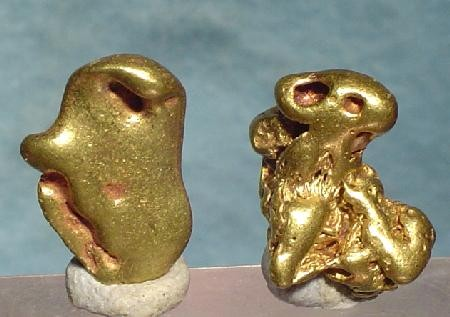
Dos pepitas de oro de cantos rodados (por el desgaste del agua) encontradas en el Condado de Tuolumne. Su tamaño equivale al de las pepitas de oro encontradas durante la Fiebre del oro de California (~1.6×1.1×0.3 cm cada una).

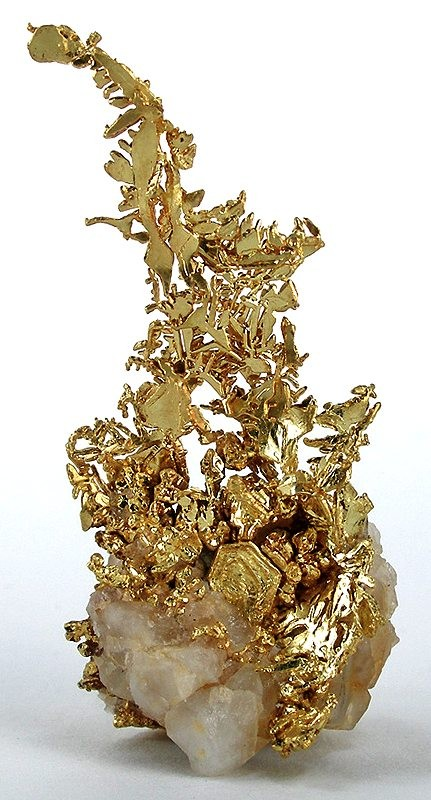
Espécimen de oro cristalino de la Motherlode californiana, probablemente del Condado de Tuolumne (5.3×2.7×2.4 cm).

En geología, una veta madre es la principal y más grande veta o filón de oro o mena de plata.  El término se usa coloquialmente para referirse al origen (real o imaginario) de un producto valioso o abundante.
El término surge en las cuencas mineras del norte de México. México es el mayor exportador de plata del mundo. También exporta grandes cantidades de cobre, oro, plomo o bismuto. En Guanajuato, por ejemplo, se descubrió una veta de plata en 1548 (otrora Nueva España) llamada La Veta Madre.

## Veta madre de California
En los Estados Unidos, Mother Lode es el nombre dado a un enorme depósito alargado de rocas de oro que se extiende del noroeste al sureste de la Sierra Nevada de California. Se descubrió entre 1850 y 1860 durante la Fiebre del oro de California iniciada tras el descubrimiento de oro en Sutter's Mill, Coloma. La veta madre californiana tiene un ancho de entre 1.5 y 6 km y un largo de 190 km, entre Georgetown y Mormon Bar (condado de Mariposa).
Esta veta madre coincide con la línea de sutura de un terreno geológico llamado Smartville Block. La zona contiene centenares de minas y extracciones, incluyendo algunas conocidas ya desde la Fiebre del Oro. También existen depósitos individuales de cuarzo entre el oro, de 15 m de ancho y 300 m de largo. La veta madre californiana se convirtió pronto en uno de los mayores productores de oro de los Estados Unidos, ahora es conocida por sus viñas y el enoturismo.
La Fiebre del oro de California, como la mayoría de fiebres del oro, comenzó con el descubrimiento de oro en la arenilla o grava de los cauces de los ríos, donde el oro había sido erosionado por el agua. Los exploradores mineros continuaron el río arriba hasta descubrir la fuente de origen o roca madre. Se dice que al ser esta la madre de todo el oro hallado en el río, fue bautizada como Mother Lode. 

## En cultura popular
- Motherlode es un código trampa popular en la saga de videojuegos Los Sims para obtener 50.000 simoleones (la moneda del juego).
- Un ascensor de esquí en Park City Mountain Resort (en Park City, Utah) se llama Motherlode.
- Motherlode es una de las leyendas de la saga de leyendas de  Megaman, un videojuego.
- El segundo álbum de Thom Yorke Tomorrow's Modern Boxes (2014) contiene una canción llamada The Mother Lode.